# Zuren
Zuren (ukrainisch Цурень; rumänisch Ţureni, deutsch (bis 1918) Zurin) ist ein Dorf in der ukrainischen Oblast Tscherniwzi mit etwa 900 Einwohnern (2001).

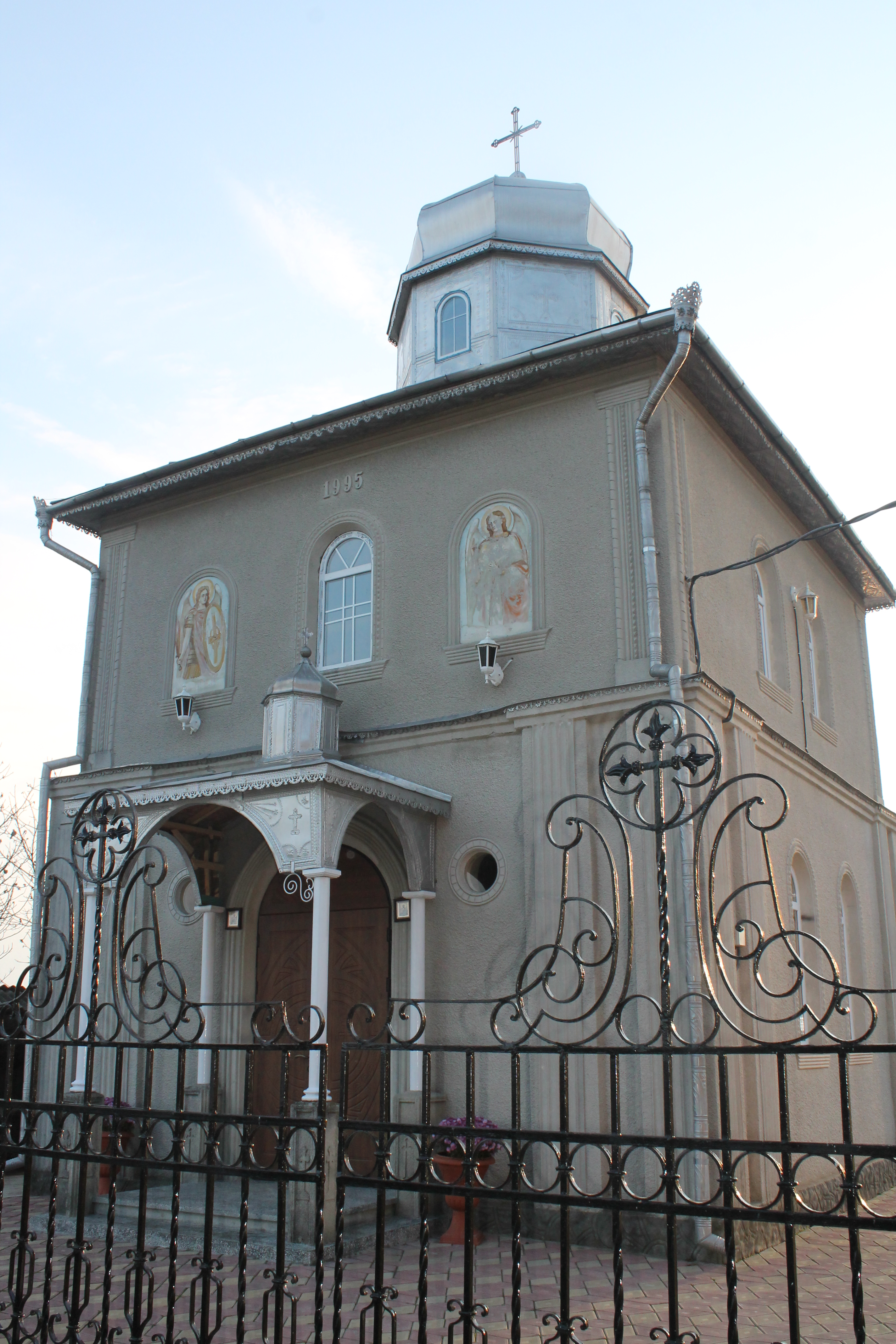
Kirche der Erzengel Michael und Gabriel

Die Ortschaft liegt in der Nordbukowina am rechten Ufer des Pruth, 8 km nordwestlich vom Gemeindezentrum Bantscheny, 16 km nordwestlich vom ehemaligen Rajonzentrum Herza und 14 km südöstlich vom Oblastzentrum Czernowitz. Durch das Dorf verläuft die Territorialstraße T–26–04.
In Zuren gab es bis 1918 eine Grenzstation an der Grenze von Österreich-Ungarn zum Königreich Rumänien. Die 1796 im Dorf aus Holz erbaute Kirche der Erzengel Michael und Gabriel ist ein architektonisches Denkmal der Ukraine von nationaler Bedeutung, wurde jedoch in der Vergangenheit lieblos renoviert, sodass kaum was von der ursprünglichen Kirche zu erkennen ist.
Am 8. August 2017 wurde das Dorf ein Teil der neu gegründeten Landgemeinde Ostryzja im Rajon Herza, bis bildete es zusammen mit den Dörfern Mamornyzja (Маморниця) und Mamornyzja Wama (Маморниця Вама) die Landratsgemeinde Zuren (Цуренська сільська рада/Zurenska silska rada) im Norden des Rajons.
Seit dem 17. Juli 2020 ist der Ort ein Teil des Rajons Tscherniwzi.

## Söhne und Töchter der Ortschaft
- Thaddäus von Dobrowolski (1902–1966), österreichischer Hochschullehrer für Chemie